# 중앙아나톨리아 지역

중앙아나톨리아 지역

중앙아나톨리아 지역(튀르키예어: İç Anadolu Bölgesi)은 튀르키예에서 인구 조사, 통계 목적으로 사용되는 7개 지역 가운데 하나로 면적은 151,000km2이며 튀르키예 전체 면적의 21%를 차지한다. 북쪽으로는 흑해 지역, 동쪽으로는 동아나톨리아 지역, 남쪽으로는 지중해 지역, 서쪽으로는 에게해 지역, 북서쪽으로는 마르마라 지역과 접한다.

## 주

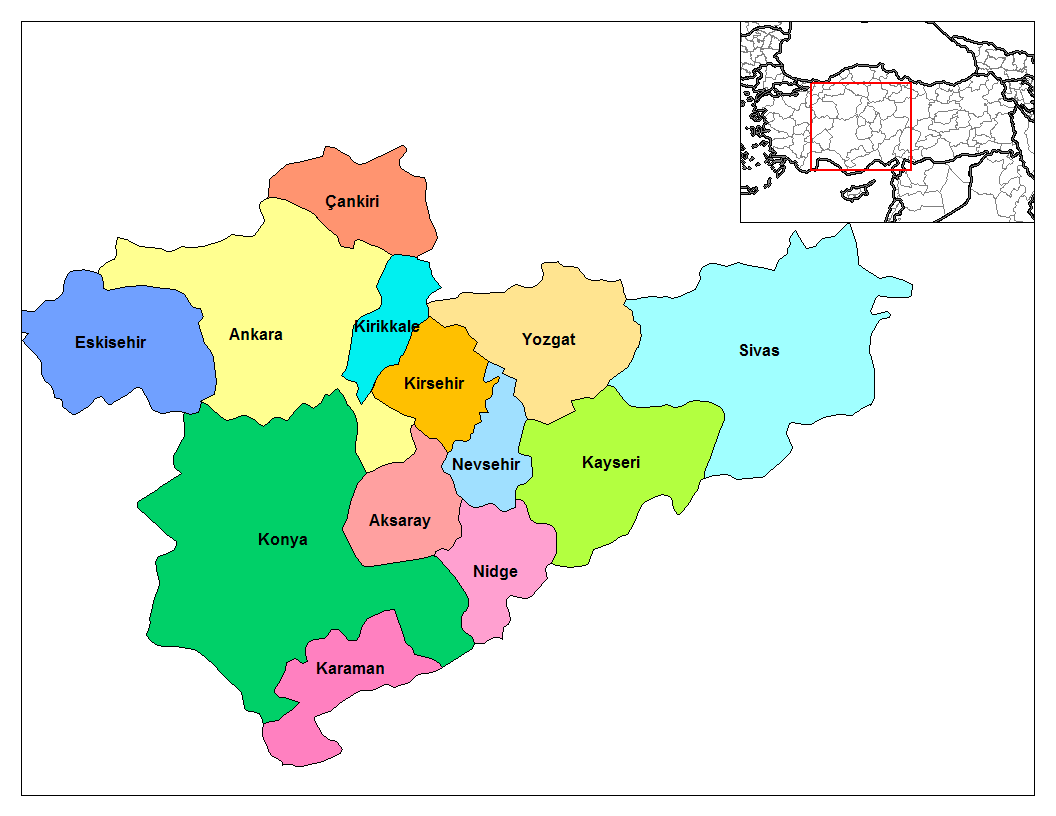
중앙아나톨리아 지역에 속하는 주

- 앙카라주
- 창키리주
- 에스키셰히르주
- 카이세리주
- 키르셰히르주
- 코니아주
- 네브셰히르주
- 니데주
- 시바스주
- 요즈가트주
- 악사라이주
- 카라만주
- 키리칼레주

## 같이 보기
- 튀르키예의 지리
- 리카오니아
- 갈라티아
- 아나톨리아
- 동아나톨리아 지역
- 동남아나톨리아 지역